# James Nelson (rugby à XV)
Pour les articles homonymes, voir James Nelson et Nelson.
Pas d'image ? Cliquez ici

a Compétitions nationales et continentales officielles uniquement.

b Matchs officiels uniquement.
James Benzie Nelson, né le 9 février 1903 à Glasgow et mort le 16 octobre 1981 à Inverness, est un joueur de rugby à XV qui a joué avec l'équipe d'Écosse au poste de demi de mêlée.

## Carrière
James Nelson obtient sa première cape internationale le 24 janvier 1925 à l’occasion d’un match contre l'équipe de France. Il participe au Tournoi des Cinq Nations de 1925 à 1931, dont au Grand Chelem de 1925. Il évolue au Glasgow Academicals RFC. James Nelson gagne 9 des 11 matches joués en association avec Herbert Waddell à la charnière en équipe d'Écosse.

## Statistiques en équipe nationale
- 25 sélections
- 6 points (2 essais)
- Sélections par années : 4 en 1925, 4 en 1926, 4 en 1927, 2 en 1928, 4 en 1929, 4 en 1930, 3 en 1931
- Tournois des Cinq Nations disputés : 1925, 1926, 1927, 1928, 1929, 1930.